# Kasachische Leichtathletik-Hallenmeisterschaften 2023
Die Kasachischen Leichtathletik-Hallenmeisterschaften 2023 wurden vom 26. bis zum 28. Januar im Track & Field complex QAZAQSTAN in der Hauptstadt Astana ausgetragen.

## Medaillengewinner

### Männer
| Disziplin         | Gold                                                                                  | Leistung       | Silber                                                                   | Leistung       | Bronze                                                                               | Leistung       |
| ----------------- | ------------------------------------------------------------------------------------- | -------------- | ------------------------------------------------------------------------ | -------------- | ------------------------------------------------------------------------------------ | -------------- |
| 60 m              | Witali Sems                                                                           | 6,85 s SB      | Andrei Lawruschenko                                                      | 6,96 s SB      | Ilja Älijew                                                                          | 6,96 s SB      |
| 200 m             | Witali Sems                                                                           | 21,55 s SB     | Daniil Litwinow                                                          | 22,21 s PB     | Iwan Teterin                                                                         | 22,23 s        |
| 400 m             | Andrei Sokolow                                                                        | 48,01 s        | Elnur Muchitdinow                                                        | 48,29 s        | Dmitri Koblow                                                                        | 49,50 s        |
| 800 m             | Sergei Suchow                                                                         | 1:54,51 min SB | Duman Gabdygalijew                                                       | 1:55,25 min SB | Kirill Subotin                                                                       | 1:55,48 min PB |
| 1500 m            | Maxim Frolowskij                                                                      | 3:52,86 min PB | Alexei Gussarow                                                          | 3:54,53 min PB | Raqymschan Kelmanow                                                                  | 3:56,34 min    |
| 3000 m            | Maxim Frolowskij                                                                      | 8:30,69 min PB | Raqymschan Kelmanow                                                      | 8:43,54 min    | Wadim Lewtschenkow                                                                   | 8:46,95 min    |
| 60 m Hürden       | Dawid Jefremow                                                                        | 7,70 s         | Danila Korr                                                              | 8,28 s         | Witali Lizenberger                                                                   | 8,43 s SB      |
| 2000 m Hindernis  | Denis Stepanenko                                                                      | 5:52,93 min PB | Aibol Omar                                                               | 5:59,68 min    | Rinat Kulygin                                                                        | 6:01,52 min PB |
| 4 × 200 m Staffel | Ostkasachstan Elnur Muchitdinow Andrei Lawruschenko Witali Lizenberger Andrei Sokolow | 1:29,27 min    | Pawlodar Alexander Besrukow Danil Sutschanow Maxim Mironow Timur Schukin | 1:30,43 min    | Qaraghandy Danil Popow Stanislaw Li Pawel Karpenko Dawid Kim                         | 1:30,72 min    |
| 4 × 400 m Staffel | Ostkasachstan Iwan Teterin Elnur Muchitdinow Nikita Petjachin Andrei Sokolow          | 3:20,81 min    | Pawlodar Ilja Sosin Alexander Besrukow Artem Dobrosmislow Maxim Mironow  | 3:23,45 min    | Nordkasachstan Kirill Subbotin Michail Tscheresow Timur Tschumak Alexander Bektassow | 3:25,81 min    |
| Hochsprung        | Alexander Timoschkin                                                                  | 2,12 m PB      | Igor Kossolapow                                                          | 2,08 m SB      | Akylschan Toktagalin                                                                 | 2,04 m         |
| Stabhochsprung    | Iwan Towtschenik                                                                      | 5,30 m SB      | Danil Poljanski                                                          | 5,00 m         | Wladislaw Garbusnak                                                                  | 4,90 m PB      |
| Weitsprung        | Rassul Ysmatow                                                                        | 7,43 m SB      | Selimchan Nassyrow                                                       | 7,24 m PB      | Daniil Petrow                                                                        | 7,11 m PB      |
| Dreisprung        | Jewgeni Kisseljow                                                                     | 15,38 m PB     | Pjotr Medwedew                                                           | 14,60 m        | Georgi Li                                                                            | 14,44 m PB     |
| Kugelstoßen       | Iwan Iwanow                                                                           | 17,76 m SB     | Artur Gafner                                                             | 14,66 m        | Daniil Plotnikow                                                                     | 14,23 m        |
| Siebenkampf       | Sergei Dementjew                                                                      | 4725 Punkte PB | Farchad Kystanbajew                                                      | 4066 Punkte    | Rauan Bachtybajew                                                                    | 4010 Punkte PB |

### Frauen
| Disziplin         | Gold                                                                               | Leistung       | Silber                                                                                    | Leistung       | Bronze                                                               | Leistung       |
| ----------------- | ---------------------------------------------------------------------------------- | -------------- | ----------------------------------------------------------------------------------------- | -------------- | -------------------------------------------------------------------- | -------------- |
| 60 m              | Olga Safronowa                                                                     | 7,40 s         | Rima Kaschafutdinowa                                                                      | 7,58 s SB      | Arina Mischejewa                                                     | 7,78 s         |
| 200 m             | Elina Michina                                                                      | 24,16 s SB     | Arina Mischejewa                                                                          | 25,02 s PB     | Alexandra Saljubowskaja                                              | 24,85 s PB     |
| 400 m             | Alexandra Saljubowskaja                                                            | 55,01 s        | Adelina Achmetowa                                                                         | 55,21 s PB     | Swetlana Kusnezowa                                                   | 57,37 s PB     |
| 800 m             | Aqbajan Nurmämschet                                                                | 2:12,12 min PB | Anastassija Koloda                                                                        | 2:12,20 min PB | Wiktorija Senkina                                                    | 2:12,45 min SB |
| 1500 m            | Aqbajan Nurmämschet                                                                | 4:28,70 min PB | Madina Kerimowa                                                                           | 4:44,49 min    | Ajana Bolatbekqysy                                                   | 4:47,19 min PB |
| 3000 m            | Tatjana Nerosnak                                                                   | 09:44,21 min   | Kristina Sergejewa                                                                        | 10:42,44 min   |                                                                      |                |
| 60 m Hürden       | Julija Baschmanowa                                                                 | 8,35 s PB      | Anel Schulakowa                                                                           | 8,71 s         | Alina Tschistjakowa                                                  | 8,87 s PB      |
| 2000 m Hindernis  | Madina Kerimowa                                                                    | 6:45,25 min PB | Kristina Sergejewa                                                                        | 6:52,27 min PB | Ajana Bolatbekqysy                                                   | 7:28,46 min PB |
| 4 × 200 m Staffel | Pawlodar Kristina Jermola Olga Safronowa Marija Schuwalowa Alexandra Saljubowskaja | 1:39,13 min    | Qaraghandy Walerija Safonowa Anastassija Zwirkunowa Adelina Achmetowa Alina Tschistjakowa | 1:41,84 min    | Ostkasachstan Ajim Kasjanowa Walerija Bromat Elina Michina Dawid Kim | 1:42,08 min    |
| 4 × 400 m Staffel | Qaraghandy Sofija Kim Anna Schumilo Anastassija Zwirkunowa Kristina Korjagina      | 3:20,81 min    |                                                                                           |                |                                                                      |                |
| Hochsprung        | Nadeschda Dubowizkaja                                                              | 1,88 m         | Jelisaweta Matwejewa                                                                      | 1,84 m         | Irina Sisowa                                                         | 1,70 m =PB     |
| Stabhochsprung    | Anastassija Jermakowa                                                              | 4,10 m =PB     | Polina Iwanowa                                                                            | 3,70 m         | Elmira Kabirowa                                                      | 3,70 m PB      |
| Weitsprung        | Anastassija Rypakowa                                                               | 6,25 m PB      | Alina Tschistjakowa                                                                       | 5,91 m PB      | Anastassija Kononowitsch                                             | 5,79 m         |
| Dreisprung        | Walerija Safonowa                                                                  | 12,39 m PB     | Tatjana Owtschinnikowa                                                                    | 12,06 m SB     | Diana Torechanowa                                                    | 12,00 m SB     |
| Kugelstoßen       | Nadeschda Barabanowa                                                               | 14,68 m SB     | Sabina Potapowa                                                                           | 13,59 m PB     | Nadeschda Bogdanowa                                                  | 12,33 m SB     |
| Fünfkampf         | Jekaterina Awdejenko                                                               | 3935 Punkte PB | Diana Geinz                                                                               | 3637 Punkte SB | Sofja Ustimenko                                                      | 2906 Punkte PB |